# Lee Roy Jordan
Lee Roy Jordan (Excel, 27 aprile 1941) è un ex giocatore di football americano statunitense che ha giocato nel ruolo di linebacker per tutta la carriera con i Dallas Cowboys della National Football League (NFL).

## Carriera professionistica
Jordan fu scelto dai Dallas Cowboys come sesto assoluto nel Draft NFL 1963. Nel corso della pre-stagione fu nominato linebacker sul lato debole, divenendo il primo rookie in quel ruolo della storia della franchigia a partire come titolare nella prima gara della stagione. Nel 1964 sostituì Jerry Tubbs come middle linebacker, giocando assieme a Chuck Howley e Dave Edwards e formando uno dei migliori reparti di linebacker della storia. I suoi compagni di squadra lo soprannominarono "Killer" e lo nominarono capitano della difesa.
Il 26 settembre 1971, stabilì un primato di franchigia con 21 tackle contro i Philadelphia Eagles. Il 4 novembre 1973, nel primo quarto della gara contro i Cincinnati Bengals intercettò tre passaggi di Ken Anderson nell'arco di cinque minuti, ritornandone uno per 31 yard in touchdown. Quegli intercetti furono nominati collettivamente uno dei migliori momenti della storia del Texas Stadium da ESPN nel 2008.
Jordan era in genere il linebacker più piccolo della lega ma la sua competitività sopperiva alla mancanza della stazza. Il capo-allenatore di Tom Landry disse di Jordan: "È un grande competitore. Non è grande per essere un middle linebacker, ma a causa della sua competitività è in grado di giocare e di giocare bene. La sua leadership chiede molto alle persone che gli stanno attorno, così come a se stesso." Jordan riguardava incessantemente i filmati delle partite e il suo contratto prevedeva la presenza di un proiettore in casa. Stabilì il record di tutti i tempi della franchigia per placcaggi solitari (743) nelle sue 14 stagioni coi Cowboys, venendo inserito due volte nella formazione ideale della stagione All-Pro e convocato per cinque Pro Bowl. Con Dallas disputò tre Super Bowl (vincendone uno) e cinque finale della NFC. Nel 1989 fu il settimo giocatore indotto nel Dallas Cowboys Ring of Honor, il primo della gestione di Jerry Jones.

## Palmarès

### Franchigia
- Super Bowl : 1

Dallas Cowboys: VI
- National Football Conference Championship: 5

Dallas Cowboys: 1970, 1971, 1975

### Individuale
- Convocazioni al Pro Bowl: 5

1967, 1968, 1969, 1973, 1974
- First-team All-Pro: 1

1969
- Second-team All-Pro: 1

1973
- Dallas Cowboys Ring of Honor
- College Football Hall of Fame

## Statistiche
| Partite totali | 186 |
| Intercetti     | 36  |